# Mahmoud Jibril
Mahmoud Jibril (Arabisch: محمود جبريل; diverse transliteraties: Jabril, Jebril, Gebril) (Al Bayda, 28 mei 1952 - Caïro, 5 april 2020) was een Libische politicus. Hij was tussen 23 maart 2011 en 31 oktober 2011 het hoofd van Buitenlandse Zaken, en de voorzitter van het Uitvoerend Comité van de Libische Nationale Overgangsraad. In het buitenland was hij maandenlang het gezicht van het nieuwe regime in Libië. Door sommige bronnen werd hij ook als premier aangeduid, maar die functie legde hij op 31 oktober 2011 neer.

## Carrière vóór Nationale Overgangsraad
Jibril studeerde Politieke en Economische Wetenschappen aan de Universiteit van Caïro. In 1975 studeerde hij af, en in 1995 behaalde hij nog een doctoraat in Politieke Wetenschappen aan de Universiteit van Pittsburgh. Verschillende jaren doceerde hij daar strategische planning. Dat was een onderwerp dat hem, evenals besluitvorming, bijzonder interesseerde, en hij schreef er tien boeken over, waarvan Imagery and Ideology in U.S. Policy Toward Lybia: 1969-1982 het bekendste is.
In 2007 werd hij door de oudste zoon van Moammar Mohammed al-Qadhafi, Saif al-Islam al-Qadhafi, overgehaald om terug te keren naar Libië. Daar werd Jibril hoofd van het National Economic Development Board. Hij stond daar bekend als een groot voorstander van een vrije, liberale economie.

## Nationale Overgangsraad
Op 23 maart 2011, enkele dagen na het uitbreken van de Opstand in Libië, kreeg de Nationale Overgangsraad enigszins vorm. Jibril liep als een van de eerste Qadhafi-getrouwen over naar die raad. Hij werd nog diezelfde dag tot hoofd van het uitvoerend comité benoemd, en werd sindsdien beschouwd als premier van Libië. Jibril was sindsdien het gezicht van het nieuwe Libische regime in het buitenland. Hij leidde onder andere de ontmoetingen met de Franse president Nicolas Sarkozy, die er uiteindelijk voor zorgde dat Frankrijk als eerste land de Libische overgangsraad erkende. Hij ontmoette ook de Britse minister van Buitenlandse Zaken William Hague en de VS-ambassadeur voor Libië, Gene Cretz.
Op 8 augustus werd het hele Uitvoerend Comité (de Libische regering) ontslagen naar aanleiding van de lauwe reacties op de dood van generaal Abdul Fatah Younis. Jibril mocht als enige aanblijven, en hem werd gevraagd een nieuwe regering samen te stellen, wat hem echter niet lukte door de grote verdeeldheid onder de strijders. Op 21 augustus, vlak na de val van Tripoli, hield Jibril een toespraak waarin hij de rebellen opriep tot menselijkheid. Hij waarschuwde voor de gevaren van plunderingen, rellen, misdaden tegen de mensheid, het folteren van Qadhafi-getrouwen enz. Ook vroeg hij de Tripolitaanse politie, getrouwen van Qadhafi, om op hun post te blijven en de overgang ordelijk te laten verlopen. Hij verzocht tevens om eenheid onder het Libische volk:

Vandaag is het alle Libiërs toegestaan om mee te werken met de vorming van de toekomst, met de vorming van instituties met behulp van een grondwet die geen onderscheid maakt tussen mannen en vrouwen, sekten of etniciteiten. Libië is voor iedereen en zal voor iedereen zijn. Libië heeft het recht om een voorbeeld te zijn dat navolging zal vinden in de Arabische regio

Begin oktober 2011 gaf Jibril aan dat hij zou aftreden als de bevrijding van Libië was voltooid. Op 23 oktober, drie dagen na de verovering van Sirte, trad hij uiteindelijk af. Abdurrahim El-Keib werd op 31 oktober 2011 gekozen tot nieuwe premier.